# Stenalcidia rubiferaria
Stenalcidia rubiferaria är en fjärilsart som beskrevs av Louis W. Swett 1913. Stenalcidia rubiferaria ingår i släktet Stenalcidia och familjen mätare. Inga underarter finns listade i Catalogue of Life.